# Полінаго
Полінаго, Полінаґо (італ. Polinago) — муніципалітет в Італії, у регіоні Емілія-Романья,  провінція Модена.
Полінаго розташоване на відстані близько 310 км на північний захід від Рима, 55 км на захід від Болоньї, 37 км на південний захід від Модени.
Населення — 1701 особа (2014).
Щорічний фестиваль відбувається 16 серпня. Покровитель — святий Рох.

## Демографія
Населення за роками:

Станом на 1 січня 2023 року в муніципалітеті офіційно проживали 174 іноземці з 25 країн, серед них 38 громадян країн Євросоюзу та 7 громадян України.

## Сусідні муніципалітети
- Лама-Моконьо
- Палагано
- Павулло-нель-Фриньяно
- Приньяно-сулла-Секкія
- Серрамаццоні